# NGC 5246
NGC 5246 ist eine 13,9 mag helle Balken-Spiralgalaxie vom Hubble-Typ SBb im Sternbild der Jungfrau auf der Ekliptik. Sie ist schätzungsweise 308 Millionen Lichtjahre von der Milchstraße entfernt und hat einen Durchmesser von etwa 90.000 Lichtjahren. 

Im selben Himmelsareal befindet sich u. a. die Galaxie NGC 5213, NGC 5245, NGC 5252.
Die Typ-Ia-Supernova SN 2004bk wurde hier beobachtet.
Das Objekt wurde am 30. April 1864 von Albert Marth entdeckt.